# Eardwulf de Northúmbria
Eardwulf va ser rei de Northúmbria des de l'any 796 fins al 806. Va arribar al poder per substituir un rei que havia estat deposat, Osbald, però tampoc va agradar la seva manera de governar i ell va acabar deposat. Després del seu exili, les fonts documentals difereixen: algunes indiquen que va tornar a ser rei —i si això fos cert caldria refer la datació dels reis que van haver després d'ell—, mentre que altres diuen que va ser monjo en un monestir de Mèricia i va ser venerat com a sant.

## Orígens
No se sap gaire sobre els seus orígens, però sembla que no estava relacionat amb cap de les faccions que en els darrers anys optaven al tron de Northúmbria. Segons Simeó de Durham, el nom del seu pare era també Eardwulf, i ambdós tenien el títol de dux. La historiadora Barbara Yorke ha proposat que fos un descendent d'un Eanwine que, (segons Simeó de Durham) va morir assassinat l'any 740 per ordre del rei Eadberht. Aquest Eanwine podria ser la mateixa persona que un fill del rei Eadwulf I, també anomenat així. El pare d'Eardwulf potser fos un dels dos Eardwulfs la mort dels quals esmenta Simeó de Durham en l'any 774 i el 775.
Sembla que Æthelred I el considerava un enemic. L'any 790, Simeó conta que van prendre Eardulf i el van portar a Ripon, i allà el rei va manar que el matessin a fora de les portes del monestir. Els frares van carregar el seu cos a dins de l'església i li van fer cants gregorians, després el van posar en un envelat al pati i a mitjanit el van trobar viu a dins l'església.
En una carta escrita pel bisbe Alcuí de York a Eardwulf anys més tard s'interpreta aquesta afortunada recuperació com un miracle.
Es desconeix que va fer Eardwulf després de la seva recuperació. Va ser més afortunat que els fills d'Ælfwald I, que no van escapar amb vida de la ira d'Æthelred l'any 791. Osred II va tornar de l'exili però va ser traït i assassinat també per ordre d'Æthelred el 792. El mateix Æthelred va morir assassinat l'abril del 796, per una conspiració del dux Ealdred. Æthelred va ser succeït en el tron per Osbald, un home d'ascendència desconeguda que només va estar al poder durant vint-i-set dies i es va veure obligat a fugir perquè havia despertat l'odi de tothom.

## Regnat
Eardwulf va ser nomenat rei el 14 de maig del 796. A la Crònica anglosaxona es diu que va ser coronat per Eanbald I, arquebisbe de York, en una cerimònia a la catedral el 26 de maig, en què també van estar presents els bisbes Æthelberht, Beadwulf i Hygebald.
Eardwulf ja estava casat abans de ser rei, ja que poc després Alcuí li va retreure que abandonés la seva esposa legítima per una concubina. aquest pecat va tibar les relacions amb Eanbald II, l'arquebisbe que va substituir Eanbald I, que va morir el 796. Alcuí, mentre criticava l'opressió secular sobre l'Església, es va sorprendre en saber que el nou arquebisbe viatjava acompanyat d'un gran seguici de soldats i que rebia i protegia els enemics del rei. Eanbald tenia, a més, discrepàncies amb el rei per l'aprofitament dels rendiments de les propietats eclesiàstiques.
Encara que Æthelred I va ser enemic d'Eardwulf, els assassins d'Æthelred van ser igual d'hostils amb Eardwulf. El 798 un noble anomenat Wada, que era un dels que havien participat en l'assassinat d'Æthelred, va lluitar amb Eardwulf a Billington Moor, un lloc a prop de Whalley, Lancashire. Wada va fugir després, potser a Mèrcia, i podria ser que tingués al cap restaurar Osbald en el tron. La prova que demostra que el deposat Osbald seguia tenint ambició és una carta d'Alcuí, probablement escrita l'any 798, en què intenta dissuadir Osbald de tornar a intervenir en els assumptes de govern de Northúmbria. Sembla que els arguments d'Alcuin el van convèncer, ja que Osbald va continuar fent vida retirada i era abat l'any de la seva mort el 799.
En els següents dos anys Eardwulf va tenir dues revoltes més, sembla que protagonitzades per membres de famílies que ja havien optat al tron en les dècades anteriors. El 799, un noble anomenat Moll va ser assassinat per ordre imperiosa d'Eardwulf. El cognom Moll podria estar relacionat amb Æthelred I, que era fill d'Æthelwald Moll. L'any següent, Ealhmund, que alguns deien era fill del rei Alhred, va ser assassinat per la gent d'Eardwulf i a Mèrcia el van venerar com a sant. Llavors Eardwulf va enviar un exèrcit contra Coenwulf de Mèrcia per haver donat acollida a Ealhmund i altres enemics seus. Després aconsellat pels bisbes, van fer les paus.
Eardwulf va ser deposat el 806, en circumstàncies desconegudes. La correspondència entre Carlemany i el papa Lleó III fa pensar que Coenwulf va tenir a veure amb l'abdicació d'Eardwulf. Segons el cronista del segle xiii, Roger de Wendover, Eardwulf va ser substituït per Ælfwald II, del qual no se sap gaire.

## Economia
Pel pes i el contingut de plata en la composició de les monedes trobades del seu regnat se sap que va ser un període bo econòmicament. Després del regnat d'Earwulf, quan la informació procedent de la bibliografia de l'època és escassa, l'estudi de les monedes es fa més rellevant.
Des de la dècada del 740 fins a la fi del regne de Northúmbrian, molts reis van fer encunyar monedes encara que en quantitat diferent. Fins que recentment no s'havien trobat monedes amb el nom d'Eardwulf, es pensava que havia estat un període d'inestabilitat econòmica o que potser el regne s'estava empobrint pel pagament d'un tribut a Offa de Mèrcia i a Coenwulf. Actualment se sap que l'encunyació de monedes va durar durant tot el regnat. Dues de les monedes amb el seu nom es van trobar en la dècada del 1990. Sembla que un nou tipus de moneda s'encunyava de forma limitada i no se'n tornen a trobar grans quantitats de monedes fins al regnat del seu fill Eanred.

## Exili i retorn
Earwulf va viatjar al país dels francs, va estar primer a Nimega i va fer saber a Carlemany el motiu des la seva arribada. Després va visitar Roma. Quan va tornar a Northúmbria ho va fer acompanyat d'una escorta i dos abats: un era el notari Hruotfrid i l'altre Nantharius de sant Omer. Les fonts documentals dels franca i una carta del papa a Carlemany deixen clar que va tornar al seu país, però en la bibliografia anglosaxona no consta que tingués un segon regnat. Els historiadors dubten si Ælfwald va ser substituït per Eardwulf, el qual hauria tingut un segon regnat del 808 al 811 o 812, o si el regnat del seu fill va començar el 808.
Uns estudis recents, basats en la troballa d'un penic d'Eanred que no es pot datar d'abans del 850, suggereix que sigui cert el seu retorn al poder. Segons això la segona etapa de regnat hauria acabat vers el 830, i les dates dels regnats dels següents reis s'haurien de reorganitzar d'una altra manera: Eanred del 830 al 854, Æthelred II del 854 al 862, Rædwulf el 858 i Osberht del 862 al 867.

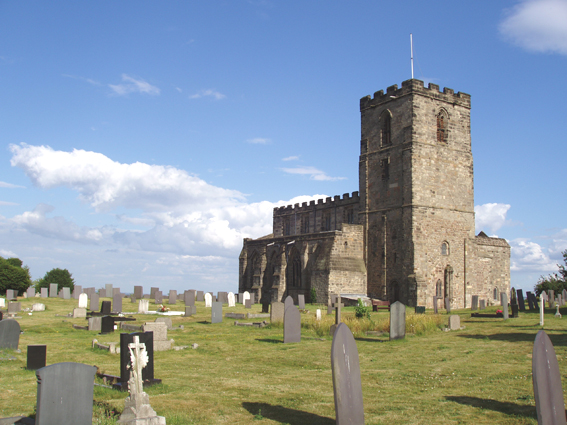
L'església dedicada a st Hardulph, podria estar relacionada amb Eardwulf.

Eardwulf ha estat identificat pels alguns historiadors amb sant Hardulph o Hardulf, al qual hi va haver una església dedicada en territori de Mèrcia, en l'actual vila de Breedon on the Hill. Aquesta identificació no s'ha pogut demostrar del tot, la base només és una llista de llocs on hi ha sants enterrats que es va fer al monestir de Peterborough. En aquesta es diu que saint Hardulph al qual estava dedicada l'església de Breedon era un rei. Hi ha una pedra esculpida en el mur d'aquesta església en què es veu una processó d'homes barbuts que sembla una reproducció del Llibre de Cerne, una obra relacionada amb el bisbe Æthelwold de Lichfield (818–830). Aquest relleu, que potser anteriorment va formar part d'un sarcòfag que contenia les restes d'un personatge de classe alta, que s'ha datat en el primer terç del segle ix. Segons un santoral medieval, els monjos benedictins de Breedon celebraven la festa de sant Hardulph el 21 d'agost.
En cap llibre de la seva època està enregistrada la mort d'Eardwulf.